# شاندون بابتيست
شاندون بابتيست (بالإنجليزية: Shandon Baptiste)‏ هو لاعب كرة قدم غرينادي في مركز الوسط، ولد في 8 أبريل 1998 في غرينادا. لعب مع نادي ريدنغ.

## وصلات خارجية
- شاندون بابتيست على موقع قاعدة بيانات كرة القدم.إي يو (الإنجليزية)
- شاندون بابتيست على موقع ليكيب (الفرنسية)
- شاندون بابتيست على موقع ناشيونال فوتبول تيمز (الإنجليزية)
- شاندون بابتيست على موقع Soccerbase.com (لاعب) (الإنجليزية)
- شاندون بابتيست على موقع Soccerway.com (الإنجليزية)
- شاندون بابتيست على موقع عالم كرة القدم.نت (الإنجليزية)